# Pyrenopeziza osiliensis
Pyrenopeziza osiliensis är en svampart som beskrevs av Vestergr. 1899. Pyrenopeziza osiliensis ingår i släktet Pyrenopeziza, ordningen disksvampar, klassen Leotiomycetes, divisionen sporsäcksvampar och riket svampar.   Inga underarter finns listade i Catalogue of Life.